# Hertioana-Răzeși, Bacău
Hertioana-Răzeși este un sat în comuna Traian din județul Bacău, Moldova, România.